# Sarotherodon caudomarginatus
Sarotherodon caudomarginatus es una especie de peces de la familia Cichlidae en el orden de los Perciformes.

## Morfología
Los machos pueden llegar alcanzar los 15,6 cm de longitud total.

## Distribución geográfica
Se encuentra desde el río Corubal (Guinea-Bissau) hasta el oeste de Liberia.